# Leptocentrus gracilis
Leptocentrus gracilis är en insektsart som upptäcktes av William D. Funkhouser 1927. Leptocentrus gracilis ingår i släktet Leptocentrus, och familjen hornstritar. Inga underarter finns listade.